# Mikhail Surkov
Mikhail Iljitj Surkov (russisk: Михаил Ильич Сурков, tr. Mikhail Iljitj Surkov) var Sovjetunionens mest effektive finskytte under Anden Verdenskrig, da krigen var ovre havde Surkov elimineret 702 tyske soldater. 
Surkov plejede at være en taigajæger.
Surkov modtog den sovjetiske hædersbevisning Lenin-ordenen.